# Холт, Дженнифер
Дже́ннифер Холт (англ. Jennifer Holt; 10 ноября 1920, Голливуд, Калифорния — 21 сентября 1997, Дорсет, Юго-Западная Англия) — американская киноактриса.

## Биография
Элизабет Маршалл Холт (настоящее имя актрисы) родилась 10 ноября 1920 года в Голливуде (штат Калифорния, США). Отец — известный киноактёр Джек Холт (1888—1951), сооснователь Академии кинематографических искусств и наук, мать звали Маргарет Вудс, старший брат — известный вестерн-киноактёр Тим Холт (1919—1973). Не имела никаких родственных отношений с американским актёром Дэвидом Холтом (1927—2003).
Среднее образование девушке пришлось получать в самых разных странах: в Бельгии, в Чили и, наконец, в Епископской школе Ла-Хольи (Калифорния).
В 1941 году, подписав контракт с Universal Pictures, впервые появилась на киноэкране под сценическим псевдонимом Жаклин Холт, но в дальнейшем снималась под именем Дженнифер Холт. Актёрская карьера девушки была недолгой: всего семь лет, за которые она появилась в 47 кинофильмах (в том числе в трёх случаях без указания в титрах). Снималась преимущественно в малобюджетных вестернах. В 1949—1950 годах изредка появлялась на телевидении, но с наступлением второй половины XX века окончательно завершила свою карьеру.
В 1984 году удостоилась награды «Золотая бутса».
Дженнифер Холт скончалась 21 сентября 1997 года в графстве Дорсет (Англия) от рака.

### Личная жизнь
Холт была замужем много раз, предположительно, семь или восемь, однако достоверные данные имеются лишь о трёх её браках:
1. Уильям Мэнли Ритчи — морской пехотинец, майор[9]. Брак заключён 19 ноября 1943 года, 4 августа 1944 года последовал развод.
2. Уильям Бейкуэлл[англ.] (1908—1993) — киноактёр[10]. Брак заключён 29 сентября 1946 года, 10 июня 1948 года последовал развод.
3. Эйлмер Хьюз Чемберлен. Последний муж актрисы; англичанин. К нему Холт переехала в Дорсет; известно, что он пережил актрису.

Детей ни от одного брака у актрисы не было.

## Избранная фильмография
В титрах указана
- 1943 — Ковбой на Манхэттене[англ.] / Cowboy in Manhattan — Митци
- 1943 — Приключения лётных кадетов[англ.] / Adventures of the Flying Cadets — Андре Мейсон (к/с)
- 1945 — Под западным небом[англ.] / Under Western Skies — Черити
- 1946 — Хоп Харриган[англ.] / Hop Harrigan — Гейл Нолан (к/с)

В титрах не указана
- 1942 — Бродвей[англ.] / Broadway — стюардесса
- 1942 — Извините за мой саронг[англ.][11] / Pardon My Sarong — пассажирка автобуса
- 1943 — То, что она не отдаст[англ.] / Hers to Hold — девушка